# Was nützt dem toten Hund ein Beefsteak?
Was nützt dem toten Hund ein Beefsteak? (Originaltitel: Mr. Ricco) ist ein US-amerikanischer Spielfilm aus dem Jahre 1975. Regie führte Paul Bogart, das Drehbuch schrieb Robert Hoban. Die Hauptrollen spielten Dean Martin, Eugene Roche und Thalmus Rasulala.

## Handlung
In San Francisco endet der Prozess um den Mord an Mary Justin mit dem Freispruch des militanten afro-amerikanischen Angeklagten, Frankie Steele, weil nachgewiesen werden konnte, dass Beweismaterial gefälscht worden war. Abends, als Steeles Verteidiger Joe Ricco mit seinem Freund George Cronyn, dem Leiter der ermittelnden Polizeieinheit, im Restaurant von Angela, der Schwester von Riccos Ex-Frau, Poker spielt, werden zwei Polizisten in eine Falle gelockt und erschossen. Der Täter wird beim Verlassen des Tatorts von Luther, einem etwa 13 Jahre alten Jungen, gesehen. Dabei fällt Luther auch ein Medaillon auf. Am nächsten Morgen wendet sich Luthers Mutter an Joe Ricco, der sie und ihren Sohn zur Polizei begleitet. Das Medaillon wird als das von Frankie Steeles Gruppe erkannt. Dann identifiziert Luther auch Steele selbst auf Dias, die ihm im Polizeirevier gezeigt werden. Er weist aber darauf hin, dass der Täter eine Sonnenbrille getragen habe. Daraufhin ordnet Cronyn eine Razzia bei der Gruppe an.
Bei der Razzia wird der unbewaffnete Calvin Mapes von dem rassistischen Polizisten Tanner erschossen. Dieser legt eine Waffe neben die Leiche und behauptet, in Notwehr gehandelt zu haben. Der Bruder des Toten, Purvis Mapes, wird verhaftet, während Steele entkommt. Ricco will die Umstände von Mapes Verhaftung näher untersuchen und trifft sich mit dessen Schwester Irene, die ihn als Verteidiger für ihren Bruder verpflichtet. Bei einem Treffen am Ort der Razzia vermutet Ricco, dass die Waffe neben dem toten Calvin Mapes dort platziert wurde. Cronyn lässt daher die Waffe auf Fingerabdrücke untersuchen. Am Abend lernt Ricco Katherine Freemont kennen. Tags darauf kommt das Ergebnis der Untersuchung der Waffe. Es sind nur Tanners Fingerabdrücke darauf. Bald werden zwei Mordanschläge auf Ricco verübt. Beim ersten identifiziert eine Nachbarin Steele als Täter, beim zweiten sieht er ihn selbst, als er auf der Heimfahrt von einem anderen Wagen aus beschossen wird und daraufhin einen Unfall hat, den er knapp überlebt. Trotzdem glaubt er nicht, dass Steele ihn ermorden will.
Nachdem Maples auf richterlichen Befehl freigelassen wird überredet seine Schwester ihn, ein Treffen zwischen Ricco und Steele zu vermitteln. Um dorthin zu kommen, muss Joe Ricco zwei Polizisten abschütteln. Nachdem ihm dies gelungen ist, färbt er sein Auto neu und fährt zu dem Treffen, bevor die Farbe getrocknet ist. Steele versichert, dass er mit den Polizistenmorden und den Anschlägen auf Ricco nichts zu tun habe, gibt dabei aber versehentlich den Mord an Mary Justin zu. Darauf kommt es zu einem Kampf zwischen den beiden, bei dem Ricco unterliegt. Die beiden abgeschüttelten Polizisten, denen das Auto mit der nicht getrockneten Farbe aufgefallen war, kommen jedoch rechtzeitig um Steele zu verjagen. Ricco bekommt nun einen Detective als Schutz zugewiesen. Abends geht Ricco mit Katherine zur Eröffnung eines Kunstmuseums. Dort wird wiederum auf ihn geschossen, wobei Katherine getötet und der Detective verletzt wird. Ricco nimmt dessen Waffe, verfolgt den Schützen und kann ihn schließlich erschießen. Bei der Untersuchung der Leiche stellt sich heraus, dass es sich um Mary Justins Bruder handelt, der sich mit Hilfe einer Latexmaske als Steele verkleidet hat. Steele selbst war kurz zuvor festgenommen worden.

## Hintergrund

### Schauspieler und Schauspielerinnen
Was nützt dem toten Hund ein Beefsteak? war der erste von drei Filmen, die Dean Martin laut einem Vertrag für MGM machen sollte. Zu diesen Auftritten von Dean Martin kam es aber nicht, so dass Was nützt dem toten Hund ein Beefsteak? für ihn die letzte Hauptrolle in einem Film war. Danach hatte er nur noch eine kleinere Rolle in Auf dem Highway ist die Hölle los und dessen Sequel Auf dem Highway ist wieder die Hölle los.
Für Geraldine Brooks und Frank Puglia war es der letzte Film.

### Synchronisation
Was nützt dem toten Hund ein Beefsteak? wurde 1975 von der Berliner Synchron synchronisiert. Synchronregie führte John Pauls-Harding, von dem auch das Dialogbuch stammt.
| Rolle             | Schauspieler     | Synchronsprecher   |
| ----------------- | ---------------- | ------------------ |
| Joe Ricco         | Dean Martin      | Klaus Miedel       |
| George Cronyn     | Eugene Roche     | Holger Kepich      |
| Frankie Steele    | Thalmus Rasulala | Joachim Kemmer     |
| Irene Mapes       | Denise Nicholas  | Cornelia Meinhardt |
| Jamison           | Cindy Williams   | Joseline Gassen    |
| Katherine Fremont | Geraldine Brooks | Bettina Schön      |

### Veröffentlichungen
Die Uraufführung fand am 29. Januar 1975 in New York statt. Die deutsche Erstaufführung war am 6. Juni 1975. Der Film wurde von Metro-Goldwyn-Mayer produziert und vertrieben.
Am 11. September 2012 wurde der Film auf DVD veröffentlicht.

## Kritik
Was nützt dem toten Hund ein Beefsteak? wurde fast durchgehend negativ beurteilt. So meinte Dennis Schwartz, er könne den Film selbst dann nicht verteidigen, wenn er der beste liberale Anwalt in San Francisco wäre. Greg Ferrara meinte, der Film habe kein großes Aufsehen erregt als er erschien, die Kritiker hätten sich einfach nicht dafür interessiert. Auch Lee Pfeiffer weiß wenig Gutes über den Film zu sagen, räumt aber ein, dass ihm der Film besser gefallen hat als er erwartet habe.
Besonders kritisiert wird das Drehbuch. Es sei langweilig und aus Versatzstücken zusammengesetzt. Die Story sei langweilig oder gar ermüdend, und man könne sich nicht mit der Handlung identifizieren. Das Ende sei nicht oder nur im Rückblick zu erahnen gewesen, sodass man sich als Zuschauer betrogen fühle.
Auch Paul Bogart wurde zumeist kritisiert. Er inszeniere den Film einfallslos und uninspiriert, man sehe zu sehr, dass er vom Fernsehen kommt. Seine Leistung wird aber auch, wenn auch etwas zurückhaltend, gelobt.
Sehr ausgiebig wird Dean Martins Leistung bewertet. Die Kritiker sind sich einig darüber, dass er sehr lässig agiere, haben aber eine sehr unterschiedliche Meinung, wie dies zu bewerten ist. Manche finden, dass Dean Martin kein Interesse an seiner Leistung zeige, kraftlos agiere und gar fehlbesetzt sei. Andere sind von seiner Leistung begeistert. Wieder andere sehen mehr die Rolle gegen sein Image und attestieren ihm eine „gewisse Selbstironie“ in seiner Darstellung. Mehrfach erwähnt wurde der Umstand, dass Dean Martins Figur sich nicht wie üblich mit Schnaps und jungen Frauen umgibt, sondern sich wegen eines Magengeschwürs auf Milch beschränkt und mit einer gleichaltrigen Frau ausgeht. Dies bleibt unkommentiert oder wird als „tragikomisch“ beziehungsweise enttäuschend empfunden. Nur Roger Ebert meint, dass er die ständige Wiederholung dieses Images zwar kritisiert hat, es nun aber vermisst. Für den Humor sei sein Hund Hank verantwortlich.
Eugene Roche und Thalmus Rasulala werden namentlich gelobt. Allgemein würden die Nebendarsteller sich sehr bemühen, den Film zu retten, was aber nichts bringe. Es wird auch angemerkt, dass sie wegen der schlechten Inszenierung schrecklich wirken und es nicht klar sei, ob sie dies verdienen oder nicht.

## Deutscher Titel
Der Titel Was nützt dem toten Hund ein Beefsteak? wird von Hans C. Blumenberg als „verwegen absonderlich“ bezeichnet. Er schreibt, dass auch „der aufmerksamste Beobachter“ „weder einen toten Hund noch ein Beefsteak“ in der Geschichte entdecken könne. Der Film erscheint in Listen, die deutschsprachige Filmtitel kritisieren oder sich darüber lustig machen wollen.
Der Titel der Videoveröffentlichung war Dead End.